# Mordella humeralis
Mordella humeralis es una especie de coleóptero de la familia Mordellidae. Presenta las siguientes subespecies: M. h. exrufa y M. h. humeralis.

## Distribución geográfica
Habita en Australia.